# Пиріг (фільм)
«Пиріг» — український короткометражний фільм 2012 року режисера Юрія Ковальова, частина альманаху «Україно, goodbye!».

## Синопсис
У провінційному українському містечку всі знають один одного на ім'я і живуть, наче одна велика родина. Баба Зіна пече пироги, частує ними місцевих підлітків… і їм же продає наркотики. Бабу Зіну «кришує» місцева злочинна еліта, вона ж — міліція. Коли керівник злочинної еліти приходить по відсотки, баба Зіна дбайливо пропонує йому обід. Бо це ж її рідний син…

## Актори та знімальна група
Режисери
- Юрій Ковальов (режисер)
- Марія Кондакова (другий режисер)
- Альона Соколова (асистент режисера)

КомпозиторМикита Моїсеєв
СценаристАнна Грабарська
Актори
Актори вказані у титрах
- Валерій Астахов
- Ліна Будник
- Валерій Гнеушев
- Олег Загородній
- Артем Мяус
- Микита Сітдіков

Актори не вказані у титрах
- Андрій Черняк
- Олег Стешаков
- Сергій Крупеня

## Фестивалі й нагороди
- 2012: 3-ій ОМКФ, Україна

- Номінація на Найкращий український фільм Одеського міжнародного кінофестивалю

- 2012: VII Міжнародний фестиваль незалежного кіна «Кінолев», українська програма
- 2012: Позаконкурсна програма МКФ «Кінолев» (Львів, Україна)
- 2012 Позаконкурсна програма МКФ «Послання людині» (Санкт-Петербург, Росія)